# Willie Ormond
William „Willie“ Esplin Ormond OBE (* 23. Februar 1926 in Falkirk; † 4. Mai 1984 in Musselburgh) war ein schottischer Fußballspieler und Fußballtrainer.

## Karriere

### Spieler
Ormond begann ein Jahr nach dem Ende des Zweiten Weltkriegs beim FC Stenhousemuir seine fußballerische Karriere, einem Verein, dessen Standpunkt sich unweit seines Geburtsortes Falkirk befindet. Dort blieb er allerdings nicht einmal ein Jahr. Im November des Jahres 1946 wechselte er zum Ligakonkurrenten FC Hibernian, bei dem er fast seine gesamte folgende Laufbahn als Spieler verbrachte. In den 1950er Jahren gehörte Willie Ormond neben Bobby Johnstone, Lawrie Reilly, Gordon Smith und Eddie Turnbull zu den Famous Five, fünf berühmten Angriffsspieler vom FC Hibernian, die zu den besten schottischen Fußballspielern zählten. In dieser Zeit nahm er auch mit Schottland an der Weltmeisterschaft im Jahr 1954 in der Schweiz teil. 1961 wechselte Ormond noch einmal zu seinem Heimatverein FC Falkirk, bei dem er ein Jahr später seine Karriere beendete.
Zwischen 1954 und 1959 spielte er sechs Mal für die schottische Nationalmannschaft.

### Trainer
Willie Ormonds erste Cheftrainerstation nahm er fünf Jahre nach seinem Karriereende bei FC St. Johnstone an. Zuvor hatte er als Assistenztrainer bei FC Falkirk gewirkt. 1969 führte er St. Johnstone ins Finale um den Scottish League Cup und auf Platz drei in der Liga, was eine erstmalige Teilnahme am Europapokal bedeutete. Zwischen 1973 und 1977 trainierte er die schottische Nationalmannschaft. Nach seinem Amt als Nationaltrainer war er ab 1977 bei Heart of Midlothian tätig. 1980 nahm er bei seinem langjährigen Verein FC Hibernian eine letzte Trainerstelle an.

## Erfolge
- Schottischer Meister: 1948, 1951, 1952

## Trivia
- Die Südtribüne des McDiarmid Parks wurde nach ihm benannt
- Sein Bruder Gibby spielte Mitte der 1960er Jahre für FC Cowdenbeath